# Джаннелли, Симоне
Симоне Джаннелли (итал. Simone Giannelli; род. 9 августа 1996, Больцано) ― итальянский волейболист, связующий национальной сборной и итальянского клуба «Перуджа». Чемпион мира 2022 года, чемпион Европы 2021 года, серебряный призёр Олимпийских игр 2016 года. Самый ценный игрок чемпионата мира 2022 года.

## Карьера
Был назван самым ценным игроком за 2014/15 сезон итальянской волейбольной Лиги, выигранный его командой в финале против клуба «Модена». Получил место номер 6 в составе национальной команды, несмотря на большую конкуренцию со стороны таких именитых игроков, как Драган Травица, Микеле Баранович и Марко Фаласки.
В свой первый год в составе национальной сборной он завоевал серебряную медаль на Кубке мира ФИВБ 2015 и стал бронзовым призёром чемпионата Европы 2015 года, где он был также удостоен звания лучшего связующего, став самым молодым игроком в истории чемпионата, который когда-либо получал это звание. В 2016 году в составе итальянской сборной выступил на летних Олимпийских играх, где был удостоен серебряной медали. В 2021 году в составе итальянской сборной стал чемпионом стал чемпионом Европы, а в 2022 - чемпионом мира. Оба раза был так же признан самым ценным игроком турнира.

## Спортивные достижения

### Клубы
«Трентино»
- 2012/2013  Итальянский чемпионат
- 2014/2015  Итальянский чемпионат
- 2015/2016  Лига чемпионов
- 2016/2017  Итальянский чемпионат
- 2018  Чемпионат мира среди клубных команд

### Сборная
- 2015  Чемпионат Европы
- 2015  Кубок мира
- 2016  Олимпийские игры
- 2021  Чемпионат Европы, MVP турнира
- 2022  Чемпионат Мира, MVP турнира